# Gia Coppola
Gian-Carla Coppola, conhecida por Gia Coppola (Los Angeles, 1 de janeiro de 1987), é uma cineasta, roteirista e atriz estadunidense. Ela é neta dos cineastas Francis Ford Coppola e Eleanor Coppola, e filha do produtor Gian-Carlo Coppola.
Em 2013, fez sua estreia como diretora e roteirista com o filme Palo Alto, baseado no livro de contos homônimo escrito pelo ator James Franco, que atuou no filme, juntamente com Emma Roberts e Nat Wolff.

## Filmografia
- Contos de Nova York (1989) - como atriz (fazendo o papel da bebê Zoe).[6]
- Francis Ford Coppola - O Apocalipse de um Cineasta (1996) - como atriz (fazendo o papel dela mesma).[7]
- Palo Alto (2013) - como diretora e roteirista.[4]
- Mainstream (2020) - como diretora e roteirista [8]
- The Last Showgirl (2024) - como diretora.[9]